# د. جاي جونسون
د. جاي جونسون (بالإنجليزية: D. J. Johnson)‏ هو لاعب كرة قدم أمريكية أمريكي، ولد في 14 يوليو 1966 في لويفيل في الولايات المتحدة.

## وصلات خارجية
- د. جاي جونسون على موقع مرجع كرة القدم المحترفة.كوم (الإنجليزية)